# Successió exacta
En àlgebra abstracta un conjunt {\displaystyle \{A_{i},\,\delta _{i}\}} consistent en estructures algebraiques (ja siguin grups o anells o mòduls o espais vectorials) i {\displaystyle \delta _{i}} morfismes (segons quina sigui la categoria) que formen un complex de cadenes
{\displaystyle \ldots \to A_{n+1}{\overset {\delta _{n+1}}{\to }}A_{n}{\overset {\delta _{n}}{\to }}A_{n-1}\to \ldots }
i que satisfan
{\displaystyle {\textrm {im}}\,\delta _{n+1}={\textrm {ker}}\,\delta _{n}}
per a totes les {\displaystyle n}, es diu que formen una successió exacta.
Això significa que tots els grups d'homologia són trivials (=0).
Aquest concepte es deu a Witold Hurewicz des de 1941.

## Tipus
Una successió exacta curta és una successió {\displaystyle 0\to A{\overset {\alpha }{\to }}B{\overset {\beta }{\to }}C\to 0}
que és exacta. Això és el mateix a demanar que 
- {\displaystyle \alpha } és injectiva
- {\displaystyle {\beta }} indueix un isomofisme tal que {\displaystyle B/im({\alpha })\cong C.} .
- {\displaystyle \beta } és exhaustiva.